# Aleurotrachelus brazzavillense
Aleurotrachelus brazzavillense là một loài côn trùng cánh nửa trong họ Aleyrodidae, phân họ Aleyrodinae.
Aleurotrachelus brazzavillense được Cohic miêu tả khoa học đầu tiên năm 1968.